# Every Good Boy Deserves Favour
《Every Good Boy Deserves Favou》는 1971년 7월 23일에 발매된 영국의 프로그레시브 록 밴드 무디 블루스의 일곱 번째 스튜디오 음반이다. 이 음반은 미국에서 3주 동안 2위에 머물렀을 뿐만 아니라 영국 음반 차트에서 1위에 올랐고 톱 40 싱글 〈The Story in Your Eyes〉를 프로듀싱했다.

## 배경
이 음반은 대체로 웅장한 컨셉이나 주제가 없는 이전 음반의 스타일을 이어받은 것이다. 베이시스트 존 로지는 "우리의 새로운 음반은 《A Question of Balance》에서 우리가 했던 것의 연속이 될 것입니다. 우리는 당신이 일들을 올바르게 이해한다면 당신은 그 길을 계속 가야 한다고 생각했습니다."라고 설명한다. 기타리스트 저스틴 헤이워드는 음반에 대해 더 깊이 반성한다. "저는 모든 착한 소년은 호의를 받을 자격이 있다고 생각합니다. 그것은 우리에게 엄청난 성공의 시기에 만들어졌고, 그것은 그러한 종류의 성공에 수반되는 모든 죄책감, 불충분함, 그리고 자기 의심을 불러왔습니다. 그것은 완전한 중단이었던 다음 음반의 방향을 가리킨 씁쓸하고 달콤한 음반입니다."라고 말했다.

## 커버 아트
아티스트 필 트래버스가 만든 커버 아트는 독일의 아티스트 술라미스 뵐핑의 《수정》이라는 작품에서 영감을 얻었다.

## 곡 목록
| #  | 제목                       | 작사·작곡                                                       | 재생 시간 |
| -- | -------------------------- | --------------------------------------------------------------- | --------- |
| 1. | 〈Procession〉             | 그레임 에지, 저스틴 헤이워드, 존 로지, 마이크 핀더, 레이 토머스 | 4:40      |
| 2. | 〈The Story in Your Eyes〉 | 헤이워드                                                        | 2:57      |
| 3. | 〈Our Guessing Game〉      | 토머스                                                          | 3:34      |
| 4. | 〈Emily's Song〉           | 로지                                                            | 3:41      |
| 5. | 〈After You Came〉         | 에지                                                            | 4:37      |

| #  | 제목                      | 작사·작곡 | 재생 시간 |
| -- | ------------------------- | --------- | --------- |
| 6. | 〈One More Time to Live〉 | 로지      | 5:41      |
| 7. | 〈Nice to Be Here〉       | 토머스    | 4:24      |
| 8. | 〈You Can Never Go Home〉 | 헤이워드  | 4:14      |
| 9. | 〈My Song〉               | 핀더      | 6:20      |

## 인증
| 국가                       | 인증     | 판매량/출하량 |
| -------------------------- | -------- | ------------- |
| 캐나다 (뮤직 캐나다)       | 플래티넘 | 100,000^      |
| 미국 (RIAA)                | 골드     | 500,000^      |
| ^출하량을 기반으로 한 인증 |          |               |